# Титов, Юрий Тимофеевич
Юрий Тимофеевич Титов (20 июня 1948, пос. Подольский, Воронежская область — 19 июня 2005, Старый Оскол, Белгородская область) — государственный деятель, с марта по июнь 2005 года председатель Воронежской областной Думы, кандидат сельскохозяйственных наук. Сын Героя социалистического труда Тимофея Прокофьевича Титова.

## Биография
Юрий Тимофеевич Титов родился 20 июня 1949 года в поселке Подольский Таловского района Воронежской области, в семье председателя колхоза.
Трудовую деятельность начал в 1967 году помощником комбайнера, комбайнером, агрономом колхоза им. Калинина Таловского района.
В 1972 году закончил Воронежский сельскохозяйственный институт, получив специальность — учёный-агроном.
С 1971 по 1972 год служил в Советской армии.
С 1974 по 1975 год — главный агроном колхоза «Победа» Таловского района.
С 1975 по 1978 год — председатель колхоза «Победа» Таловского района.
В 1978—1979 годах — директор межхозяйственного предприятия «Александровское» Таловского района.
С 1979 по 1988 год — второй, первый секретарь Таловского райкома КПСС.
В 1984 году закончил Ростовскую межобластную высшую партийную школу.
В 1988—1991 годах — первый секретарь Калачеевского райкома КПСС.
С 1991 по 1996 год — председатель Калачеевского районного Совета народных депутатов, глава администрации Калачеевского района.
С 1996 по 1997 год — директор департамента сельского хозяйства, продовольствия и ресурсов — заместитель главы администрации Воронежской области.
С 1998 по 1999 год — председатель правления областного фонда поддержки села «Агроинвест».
С 1999 г. по март 2002 г. — председатель Совета Воронежского регионального отделения ОПОО «Отечество». В марте 2002 г. был избран секретарем Политсовета Воронежского регионального отделения Политической партии «Единая Россия», являлся членом Центрального политсовета Всероссийской политической партии «Единая Россия».
Депутат Воронежской областной думы I—IV созывов. С марта 2001 по март 2005 года — первый заместитель председателя областной Думы, председатель постоянной комиссии областной думы по бюджету, налогам, финансам и банковской деятельности.
С 20 марта 2005 года по 19 июня 2005 года — председатель Воронежской областной Думы IV созыва.

## Гибель
Юрий Титов отправился в Чернянский район изучать опыт руководителей местных животноводческих ферм. За рулем автомобиля, в котором ехал председатель Воронежской областной думы, находился депутат облдумы Ярослав Шевель. Авария произошла в Белгородской области, на выезде из Старого Оскола в сторону Чернянки. На одном из участков дороги автомобиль потерял управление, его «закрутило» и в конечном итоге ударило правой стороной о световую опору. И водитель, и пассажир были доставлены в больницу, но пассажир получил травмы, которые оказались несовместимы с жизнью, и в больнице он скончался.
Гражданская панихида прошла в воронежском Театре оперы и балета. Похоронен Юрий Титов на Коминтерновском кладбище Воронежа.

## Награды
- Медали ордена «За заслуги перед Отечеством» I и II степени.